# Наташа Везмар
Наташа Везмар (хорв. Nataša Vezmar; нар. 24 жовтня 1976, Б'єловар) — хорватська тхеквондистка, яка змагалася в категорії важковаговиків (від 70 і від 72 кг). Одна з найбільш відомих тхеквондисток Хорватії, вона завоювала тричі титули чемпіонки Європи в категорії від 72 кг, двічі стала призером чемпіонатів світу з тхеквондо (срібна і бронзова медаль в 1997 і 2003 роках відповідно), а також виступала на Олімпіадах 2000 і 2004 років.

## Біографія
Вихованка школи клубу «Металац» (Загреб), тренер — Івіца Клаіч. Завоювала срібну медаль на чемпіонаті Європи в Загребі в 1994 році в категорії від 70 кг, що стало її першою нагородою; в 1997 році взяла бронзову медаль в тій же категорії в Гонконзі на чемпіонаті світу, а в 1998 році на чемпіонаті Європи в Ейндховені в категорії від 72 кг стала чемпіонкою Європи. На Олімпійських іграх в Сіднеї змагалася в категорії від 67 кг і була під другим номером. Везмар перемогла в першому раунді іспанку Іреан Руіс з рахунком 7: 4, проте в півфіналі зазнала поразки від росіянки Наталії Іванової. У втішному турнірі за бронзову медаль перемогла марроканку Мунію Бургіг з рахунком 4: 1, в матчі за 3-е місце проти канадки Домінік Боссхарт після двох раундів з рахунком 4: 4 зазнала нищівної поразки в кінцівці з рахунком 11: 8 і залишилася без медалі. .
У 2000 році Везмар стала бронзовим призером чемпіонату Європи в грецькому Патрасі в категорії від 72 кг. У 2002 році Везмар перемогла на чемпіонаті Європи в турецькому Самсуні в тій же категорії, а через рік взяла срібну медаль на чемпіонаті світу в Гарміш-Партенкірхені, програвши у фіналі кореянці Юн Хен Чжун. У 2004 році вона завоювала титул чемпіонки Європи в Ліллехаммері в тій же категорії від 72 кг. На Олімпіаду в Афінах вирушила виступати в категорії від 67 кг, пройшовши кваліфікаційний турнір в Баку і перемігши у фіналі британку Сару Стівенсон. Автоматично Везмар потрапила до чвертьфіналу, проте зазнала сенсаційної поразки від 16-річної йорданки Надін Давані 4: 5, а після поразки йорданка в півфіналі проти француженки Міріам Баверель позбулася шансів навіть на бронзову медаль.

## Результати

### 2004рік
- 1-ше місце, Чемпіонат Європи (Ліллехаммер);
- 1-ше місце, Європейський відбірковий турнір для ОІ (Баку);
- 2-ге місце, чемпіонат Європи (Гренобль);
- 1-ше місце, чемпіонат Хорватії.

### 2003рік
- 2-ге місце, Кубок світу (Гарміш-Партенкірхен);
- 1-ше місце, Відкритий чемпіонат Німеччини (Бонн);
- 1-ше місце, Відкритий чемпіонат Загреба (Відкритий Загреб);
- 1-ше місце, Меморіальний турнір Андрія Міячіка;
- 1-ше місце, чемпіонат Хорватії.

### 2002рік
- 1-ше місце, чемпіонат Європи (Самсун);
- 2-ге місце, Кубок світу (Токіо);
- 1-ше місце, Відкритий чемпіонат США (Орландо);
- 1-ше місце, Відкритий чемпіонат Франції;
- 1-ше місце, Відкритий чемпіонат Тунісу;
- 1-ше місце, Відкритий чемпіонат Польщі;
- 1-ше місце, Відкритий чемпіонат Хорватії;
- 1-ше місце, чемпіонат Хорватії.

### 2001рік
- 1-ше місце, Відкритий чемпіонат Бельгії (Herentals);
- 1-ше місце, Всесвітній фестиваль тхеквондо (Чонджу);
- 1-ше місце, Відкритий чемпіонат Хорватії;
- 1-ше місце, чемпіонат Хорватії.

### 2000рік
- 4-ше місце, Олімпійські ігри (Сідней);
- 3-ше місце, Чемпіонат Європи (Патри);
- 3-ше місце, чемпіонат світу (Гаосюн);
- 1-ше місце, Всесвітній фестиваль тхеквондо (Чонджу);
- 1-ше місце, відкритий чемпіонат Південної Кореї (Чунчон);
- 1-ше місце, Відкритий чемпіонат Нідерландів (Ейндховен);
- 1-ше місце, Відкритий чемпіонат Швейцарії;
- 1-ше місце, чемпіонат Хорватії.

### 1999рік
- 1-ше місце, відбірковий турнір Чемпіонату світу для О. І.;
- 1-ше місце, Ігри світової війни (Загреб);
- 1-ше місце, Відкритий чемпіонат Бельгії (Herentals);
- 1-ше місце, Відкритий чемпіонат Нідерландів (Ейндховен);
- 1-ше місце, Відкритий чемпіонат Сардинії;
- 1-ше місце, Відкритий чемпіонат Хорватії;
- 1-ше місце, чемпіонат Хорватії.

### 1998рік
- 1-ше місце, Чемпіонат Європи (Ейндховен);
- 1-ше місце, Відкритий чемпіонат Німеччини (Білефельд);
- 1-ше місце, Відкритий чемпіонат Ессена;
- 3-тє місце, Чемпіонат світу (Мансанільо);
- 1-не місце, чемпіонат Хорватії.

### 1997рік
- 3-тє місце, Чемпіонат світу (Гонконг);
- 3-тє місце, Відкритий чемпіонат Бельгії (Herentals);
- 1-ше місце, Відкритий чемпіонат Німеччини (Білефельд);
- 1-ше місце, чемпіонат Хорватії.

### 1996рік
- 1-ше місце, Світовий військовий чемпіонат (Пула);
- 1-ше місце, чемпіонат Хорватії.

### 1995рік
- 3-тє місце, Чемпіонат світу (Маніла);
- 1-ше місце, Відкритий чемпіонат Німеччини (Марбург);
- 1-ше місце, чемпіонат Хорватії.

### 1994рік
1. 2-ге місце, Чемпіонат Європи (Загреб);
2. 1-ше місце, чемпіонат Хорватії.